# 斯普林代爾鎮區 (密歇根州)
斯普林代爾鎮區（英語：Springdale Township）是位於美國密歇根州馬尼斯蒂縣的一個行政鎮區。

## 地方資料
斯普林代爾鎮區的面積為92.20平方千米，當中陸地面積為91.70平方千米，而水域面積為0.50平方千米。根據2020年美國人口普查的數據，當地共有人口849人，而人口密度為每平方千米9.21人。